# 8. svibnja
8. svibnja (8. 5.) 128. je dan godine po gregorijanskom kalendaru (129. u prijestupnoj godini).
Do kraja godine ima još 237 dana.

## Događaji
- 1886. – Dr. John Pemberton izumio Coca-Colu.
- 1928. – Na blagdan Srca Isusova objavljena enciklika pape Pija XI. Miserentissimus Redemptor (Premilosrdni Otkupitelj).
- 1933. – Mahatma Gandhi započeo je 21-dnevni post u znak prosvjeda protiv britanske vlasti u Indiji.
- 1945. – Kapitulacija Njemačke u Drugom svjetskom ratu
- 1945. – Francuska je vojska poubijala tisuće alžirskih civila u pokolju u Setifu.
- 1945. – Partizanska vojska ušla je u Zagreb; kraj NDH.
- 1980. – U Beogradu je pokopan jugoslavenski državnik Josip Broz Tito, na čijem su pogrebu bili gotovo svi tadašnji svjetski državnici.
- 1984. – U Zagrebu s radom počinje Omladinski radio, kasnije nazvan Radio 101
- 2025. – U Vatikanu je u konklavi za papu izabran američki kardinal Robert Francis Prevost koji je izabrao ime Lav XIV.

| - 1521. – Petar Kanizije, nizozemski svetac († 1597.) - 1828. – Henri Dunant, švicarski filantrop i osnivač Crvenog križa († 1910.) - 1884. – Harry S. Truman, američki političar i predsjednik SAD-a († 1972.) - 1893. – Ivo Pevalek, hrvatski botaničar († 1967.) - 1895. – Fulton John Sheen, američki nadbiskup, blaženik († 1979.) - 1899. – blaženi Alojzije Stepinac, kardinal i zagrebački nadbiskup,(† 1960.) - 1899. – Friedrich von Hayek, britanski ekonomist († 1992.) - 1903. – Fernandel, francuski filmski glumac († 1971.) - 1926. – David Attenborough, britanski prirodoslovac i televizijski autor - 1913. – Fritzie Zivic, američki boksač hrvatskog podrijetla, svjetski prvak († 1984.) - 1947. – Antun Škvorčević, prvi požeški biskup - 1960. – Franco Baresi, talijanski nogometaš - 1975. – Enrique Iglesias, španjolsko-američki pjevač - 1977. – Barbara Jelić Ružić, hrvatska odbojkašica - 1984. – Sandra Šarić, hrvatska tekvandoašica i aktualna europska prvakinja, osvajačica brončanog odličja na Olimpijskim igrama u Pekingu 2008. - 1988. – Ozren Domiter, hrvatski glumac - 2005. – Martin Kosovec, hrvatski pjevač - 2005. – Lovro Zvonarek, hrvatski nogometaš | - 685. – Benedikt II., papa (* ?) - 1268. – Toma Arhiđakon, hrvatski klerik, povjesničar i kroničar (* 1200.) - 1794. – Antoine Laurent de Lavoisier, francuski kemičar (* 1743.) - 1819. – Kamehameha I. Veliki, prvi kralj Havaja (* o. 1758.) - 1880. – Gustave Flaubert, francuski književnik (* 1821.) - 1903. – Paul Gauguin, francuski slikar i grafičar (* 1848.) - 1936. – Oswald Spengler, njemački filozof (* 1880.) - 1941. – Natalija Obrenović, srbijanska kraljica (* 1859.) - 1945. – Bernhard Rust, nacistički političar (* 1883.) - 1967. – Mara Matočec, hrvatska spisateljica i političarka (* 1885.) - 1975. – Avery Brundage, američki športski djelatnik (* 1887.) - 1979. – Talcott Parsons, američki sociolog (* 1902.) - 1982. – Gilles Villeneuve, kanadski automobilist (* 1950.) - 1988. – Robert A. Heinlein, američki književnik (* 1907.) - 1991. – Rudolf Serkin, američko-austrijski pijanost (* 1930.) - 2008. – François Sterchele, belgijski nogometaš (* 1982.) |

## Blagdani i spomendani
- Dan grada Đakova